# العلاقات النمساوية المنغولية
العلاقات النمساوية المنغولية هي العلاقات الثنائية التي تجمع بين النمسا ومنغوليا.

## مقارنة بين البلدين
هذه مقارنة عامة ومرجعية للدولتين:
| وجه المقارنة                                              | النمسا                                                    | منغوليا         |
| --------------------------------------------------------- | --------------------------------------------------------- | --------------- |
| المساحة (كم2)                                             | 83.86 ألف                                                 | 1.57 مليون      |
| عدد السكان (نسمة)                                         | 8.81 مليون                                                | 3.08 مليون      |
| الكثافة السكانية (ن./كم²)                                 | 105.06                                                    | 1.96            |
| العاصمة                                                   | فيينا                                                     | أولان باتور     |
| اللغة الرسمية                                             | اللغة الألمانية، لغة الإشارة النمساوية ‏                   | اللغة المنغولية |
| العملة                                                    | يورو، شلن نمساوي، رايخ مارك، شلن نمساوي                   | توغروغ منغولي   |
| الناتج المحلي الإجمالي (بليون دولار)                      | 416.60 مليار                                              | 11.49 مليار     |
| الناتج المحلي الإجمالي (تعادل القوة الشرائية) بليون دولار | 426.99 مليار                                              | 36.16 مليار     |
| الناتج المحلي الإجمالي الاسمي للفرد دولار أمريكي          | 43.77 ألف                                                 | 3.97 ألف        |
| الناتج المحلي الإجمالي للفرد دولار أمريكي                 | 47.68 ألف                                                 | 11.95 ألف       |
| مؤشر التنمية البشرية                                      | 0.885                                                     | 0.727           |
| رمز المكالمات الدولي                                      | +43                                                       | +976            |
| رمز الإنترنت                                              | .at                                                       | .mn             |
| المنطقة الزمنية                                           | توقيت وسط أوروبا، ت ع م+01:00، ت ع م+02:00، أوروبا/فيينا ‏ | ت ع م+08:00     |

## منظمات دولية مشتركة
يشترك البلدان في عضوية مجموعة من المنظمات الدولية، منها:
| علم المنظمة | اسم المنظمة                               | تاريخ انضمام النمسا | تاريخ انضمام منغوليا |
| ----------- | ----------------------------------------- | ------------------- | -------------------- |
|             | وكالة ضمان الاستثمار متعدد الأطراف        | 16 ديسمبر 1997      | 21 يناير 1999        |
|             | منظمة الشرطة الجنائية الدولية             | ?                   | ?                    |
|             | منظمة حظر الأسلحة الكيميائية              | ?                   | ?                    |
|             | منظمة التجارة العالمية                    | ?                   | ?                    |
|             | الفريق المعني برصد الأرض                  | ?                   | ?                    |
|             | الأمم المتحدة                             | 14 ديسمبر 1955      | 27 أكتوبر 1961       |
|             | مؤسسة التمويل الدولية                     | 28 سبتمبر 1956      | 14 فبراير 1991       |
|             | يونسكو                                    | 13 أغسطس 1948       | 1 نوفمبر 1962        |
|             | مؤسسة التنمية الدولية                     | 28 يونيو 1961       | 14 فبراير 1991       |
|             | بنك التنمية الآسيوي                       | 1966                | 1991                 |
|             | البنك الدولي للإنشاء والتعمير             | 27 أغسطس 1948       | 14 فبراير 1991       |
|             | المركز الدولي لتسوية المنازعات الاستشارية | 24 يونيو 1971       | 14 يوليو 1991        |
|             | الاتحاد البريدي العالمي                   | ?                   | ?                    |
|             | منظمة الأمن والتعاون في أوروبا            | 25 يونيو 1973       | 21 نوفمبر 2012       |
|             | الاتحاد الدولي للاتصالات                  | 1866                | 27 أغسطس 1964        |

## وصلات خارجية
- موقع وزارة الخارجية النمساوية
- موقع وزارة الخارجية المنغولية